# Cnoc nan Speireag
De Cnoc nan Speireag is een heuvel op Skye in Schotland. De heuvel is 195 meter hoog en ligt naast Carbost.